# Myrtillocactus
A Myrtillocactus nemzetségbe fa- vagy bokor termetű, száraz bokortársulásokban elterjedt kaktuszfajok tartoznak.

## Jellemzői
Szerteágazó fa, vagy cserje formájú növények, számos ágaik felegyenesedők, tövisesek, kevés bordára tagoltak. Nappal nyíló virágaik kicsik, többesével (<9) fejlődnek az areolákon. Kisméretű bogyótermésük húsos, sötét színű. A nemzetség nevét K. Scumann tanácsára, a fekete áfonyára (Vaccinium myrtillus) emlékeztető termése miatt adták.

## Elterjedése
Guatemala, Mexikó.

## Rokonsági viszonyok, fajok
A nemzetségbe négy, szoros rokonságban álló faj tartozik. D.R. Hunt véleménye szerint oly kevéssé különböznek egymástól, hogy inkább egy faj (típusfaj: Myrtillocactus geometrizans) alfajainak kellene tartani őket.
- Myrtillocactus cochal (Orcutt) Britton & Rose (1909)
- Myrtillocactus eichlamii Britton & Rose (1920)
- Myrtillocactus geometrizans (Pfeiffer) Britton & Rose (1920)
- Myrtillocactus schenckii (Purpuse) Britton & Rose (1909)